# Тріатлон на Олімпійських іграх
Змагання з тріатлону на літніх Олімпійських іграх вперше з'явилися на Олімпійських іграх 2000 в Сіднеї та відтоді включалися в програму кожних наступних Ігор. У цьому виді спорту розігруються 2 комплекти нагород.

## Медалі
| Місце  | Країна              | Золото | Срібло | Бронза | Загалом |
| ------ | ------------------- | ------ | ------ | ------ | ------- |
| 1      | Австралія (AUS)     | 1      | 2      | 1      | 4       |
| 2      | Нова Зеландія (NZL) | 1      | 1      | 1      | 3       |
| 3      | Канада (CAN)        | 1      | 1      | 0      | 2       |
| 3      | Німеччина (GER)     | 1      | 1      | 0      | 2       |
| 5      | Швейцарія (SUI)     | 1      | 0      | 2      | 3       |
| 6      | Австрія (AUT)       | 1      | 0      | 0      | 1       |
| 7      | Португалія (POR)    | 0      | 1      | 0      | 1       |
| 8      | Чехія (CZE)         | 0      | 0      | 1      | 1       |
| 8      | США (USA)           | 0      | 0      | 1      | 1       |
| Всього | Всього              | 6      | 6      | 6      | 18      |